# ごめんね、ママ
「ごめんね、ママ」は、YU-Aの7枚目のシングルである。2011年9月7日にリリースされた。

## 収録曲
1. ごめんね、ママ 
  - 作詞：YU-A／作曲：3rd Productions
2. TELL ME TELL ME 
  - 作詞：YU-A／作曲：3rd Productions
3. ごめんね、ママ (Instrumental)
4. TELL ME TELL ME (Instrumental)